# Olof Setréus

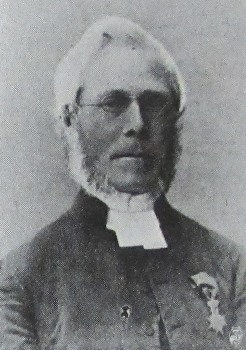
Olof Setréus.

Olof Setréus, född 15 december 1821 i Ullervads socken, Skaraborgs län, död 14 maj 1902, var en svensk skolledare och präst.
Setréus, som var son till hemmansägaren Joh. Jönsson och Ingegärd Olofsdotter, blev efter studier vid läroverket i Skara student vid Uppsala universitet 1843. Han blev filosofie kandidat 1850 och filosofie magister 1851 med Vilhelm Fredrik Palmblad som preses. Han var därefter kollega vid Sankt Nicolai skola och lärare vid Hantverksskolan i Stockholm samt blev rektor vid läroverket i Söderhamn 1862. Han visade under denna tid stort intresse för fattigvården i staden, men kom att övergå till prästbanan; han blev teologie kandidat 1867 samt prästvigdes och avlade pastoralexamen samma år. Han blev kyrkoherde i Sorunda församling 1873, då han som rektor efterträddes av Julius Centerwall, och var kontraktsprost 1884–1888.